# دون ريد باري
دون ريد باري (بالإنجليزية: Don "Red" Barry)‏ مواليد 11 يناير 1912 في هيوستن - الوفاة 17 يوليو 1980 في كاليفورنيا، الولايات المتحدة، هو ممثل أمريكي نجس بدأ مسيرته الفنية سنة 1933. امتدت مسيرته الفنية لأكثر من 47 عاما. من أعماله فيلم دكتور دراكولا وفيلم هوبر.

## الوفاة
في 17 يوليو 1980 ، أطلق باري النار على رأسه في منزله ، بعد وقت قصير من مغادرة الشرطة المنزل بعد التحقيق في نزاع محلي. كان في ذلك الوقت منفصلاً عن زوجته الثالثة ، باربرا ، التي أنجب منها ابنتان. تم دفنه في فورست لون ميموريال بارك في هوليوود هيلز في لوس أنجلوس.

## روابط خارجية
- دون ريد باري على موقع IMDb (الإنجليزية)
- دون ريد باري على موقع ألو سيني (الفرنسية)
- دون ريد باري على موقع أول موفي (الإنجليزية)
- دون ريد باري على موقع قاعدة بيانات الفيلم (الإنجليزية)